# Reinhold Glière
Reinhold Móritsevich Glière (en ruso: Рейнгольд Морицевич Глиэр, en ucraniano: Ре́йнгольд Мо́ріцевич Гліер / Reingol'd Moritsevich Glier; Kiev, en la época de su nacimiento en el Imperio Ruso, actualmente Ucrania, 11 de enero de 1875 – Moscú, 23 de junio de 1956) fue un compositor posromántico ruso-soviético de origen germano-polaco.
Glière fue autor de numerosas óperas, ballets, conciertos y obras sinfónicas —entre otros trabajos—, por los que recibió el premio de Artista del pueblo de la URSS (1938) y en tres ocasiones el premio Stalin de primer grado (1946, 1948, 1950). Glière es autor de la música del himno de San Petersburgo.

## Biografía
Glière nació en Kiev el 11 de enero de 1875. Fue el segundo hijo de un fabricante de instrumentos de viento Ernst Moritz Glier (1834-1896) de Untersachsenberg, Sajonia, quien emigró a Kiev y se casó con Jósefa Korczak (1849-1935), la hija de su maestro de Varsovia (Polonia). Su nombre original, según consta en el certificado de bautismo fue Reinhold Ernst Glier. Alrededor de 1900 cambió su apellido y la pronunciación a Glière, lo que dio origen a la leyenda, declarada por Leonid Sabanéiev por primera vez (1927), de su ascendencia francesa o belga. Su padre, Moritz Glier fue un músico de muy buen nivel y multinstrumentista, dominando entre otros la flauta, el clarinete, la trompa y la trompeta. Supo transmitirles a sus hijos sus dotes artísticas: el hermano de Reinhold, Moritz, era un excelente violonchelista.
Al finalizar sus estudios secundarios, ingresa a la Escuela de Música de Kiev, donde tendrá como profesor al célebre violinista checo Otokar Ševčik. Estudia violín y composición durante 3 años antes de que sea aceptado, en 1894, en el prestigioso Conservatorio de Moscú. Sus profesores de composición y de materias teóricas fueron Mijaíl Ipolítov-Ivánov, Antón Arenski, Gueorgui Conus, Johann Hrimaly y Serguéi Tanéyev. En 1900, corona sus estudios de conservatorio recibiendo el diploma y medalla de oro en composición por una ópera-oratorio de un acto, El Cielo y La Tierra, inspirado por un texto de Lord Byron (Earth and Heaven).
Allí compone el Sexteto para cuerdas n°1 en Do menor, op.1 (1898), dedicado a Tanéyev, el Cuarteto para cuerdas n°1 en La mayor, op.2 (1899), el Octeto para cuerdas en Re mayor, op.5 (1902), dedicado a Johann Hrimaly, y la Sinfonía n°1 en Mi bemol mayor, op. 8 (1899-1900). A su salida del Conservatorio de Moscú, Glière enseña en la Escuela Gnessin de música, también de Moscú.
En 1905, parte por 2 años a Berlín, donde estudia con el compositor y director de orquesta Oskar Fried. Escribe su Sinfonía n°2 en Do menor, op. 25 (1907) y se la dedica a otro director de renombre, Serguéi Kusevitski, quien la dirige con la Orquesta Filarmónica de Berlín. De regreso a Moscú, en 1908, Glière hace su primera aparición pública como director de orquesta en oportunidad de ejecutar Sireny (Las Sirenas) in Fa menor op.33, poema sinfónico del mismo año.
En 1910, publicó su Sinfonía n.° 3 en si menor, op. 42 (1911), la monumental Ilyá Múromets, dedicada a Aleksandr Glazunov.
En 1913 fue profesor de clase de composición, y en 1914-1919 fue director y profesor del Conservatorio de Kiev.
A partir de 1920, enseñó composición en el Conservatorio de Moscú durante 20 años. Formó un gran número de compositores, tales como Aram Jachaturián, Lev Knipper, Borís Aleksándrov, Aleksandr Davidenko y Aleksandr Mosólov, y dos célebres artistas ucranianos, Boris Liatochinski y Levko Revoutski.
Reinhold Glière fue presidente del Comité de Organización de la Unión de Compositores de Moscú, entre 1938 y 1948, escapando a la censura del periodo de posguerra, y fue cubierto de honores como Artista del Pueblo de la URSS en 1938. Recibió tres premios Stalin -el primero en 1946 por su único Concerto para soprano coloratura y orquesta, de encantadora belleza. 
Su enorme interés por la música de pueblos de la Unión Soviética favoreció al desarrollo musical regional y de escritura de obras que utilizó de diversos idiomas folklóricos, notablemente en Azerbaiyán y en Uzbekistán. Resultado de estos trabajos fue la ópera Šach-Senem op. 69 (1923-1925), que fue estrenada en Bakú en 1934 en lengua azerí.
Reinhold Glière está enterrado en el Cementerio Novodévichi de Moscú.

## Obra

### Obras orquestales
- Sinfonía n.º 1 en Mi bemol mayor, op. 8 (1900)
- Sinfonía n.º 2 en Do menor, op. 25 (1907)
- Sinfonía n.º 3 (Ilyá Múromets) en Si menor, op. 42 (1911)
- Sireny (The Sirens) in Fa menor, poema sinfónico, op. 33 (1908)
- Zaporozhtsy (Los cosacos de Zaporiyia), poema-ballet sinfónico, op. 64 (1921; sólo interpretado como concierto)
- Na prázdnik Kominterna! (Fantasía para la fiesta de la Komintern), Fantasía para orquesta militar de vientos (1924)
- Marsh Krásnoy Ármii (Marcha del Ejército Rojo) para orquesta de vientos (1924)
- Fragmento Sinfónico (1934)
- Gueroícheski marsh Buriatskoy-Mongolskoy ASSR (Marcha Heroica para la ASSR de Buriatos y Mongoles) en Do mayor, op. 71 (1934-1936)
- Torzhéstvennaya uvertiura k 20-létiyu Oktyabryá (Obertura Festiva para el 20° aniversario de la Revolución de Octubre), op. 72 (1937)
- Pojodny marsh (Marcha del Campo) para orquesta de vientos, op. 76 (1941)
- Druzhba naródov (La Amistad de los pueblos), Obertura sobre el 5° Aniversario de la Constitución Soviética op. 79 (1941)
- 25 let Krásnoy Ármii (25 Años del Ejército Rojo), Obertura para orquesta de vientos op. 84 (1943)
- Pobeda (Victoria), Obertura op. 86 (1944); versión para orquesta de vientos op. 86a
- Vals de concierto en re bemol mayor, op. 90 (1950)

### Conciertos
- Concierto para Arpa y Orquesta en Mi bemol mayor, op. 74 (1938)
- Concierto para Soprano Coloratura y Orquesta en Fa menor, op. 82 (1943)
- Concierto para Violonchelo y Orquesta en Re menor, op. 87 (1946)
- Concierto para corno y orquesta en Si bemol mayor, op. 91 (1950)
- Concierto para Violín y Orquesta (Concerto-Allegro) en Sol menor, op. 100 (1956), completado y orquestado por Boris Lyatoshynsky.

### Obras Vocales
- Gjul'sara, ópera, op. 96 (1936, rev. 1949), coautor: Talib Sadýkov.
- Šach-Senem, ópera, op. 69 (1923-25)
- Lejli va Medûnun, [Uzbeco] ópera, op. 94 (1940), coautor: Talib Sadýkov.
- Canciones
- Coros
- Cantatas

### Ballets
- Krasny mak (La Amapola Roja) op. 70 (1927, rev. 1949 y 1955 Krasni tsvetok (La Flor Roja)
- Medny vsádnik (El Jinete de Bronce; a partir de una obra de Aleksandr Pushkin) op. 89 (1948/49)
- Komedianty (Los Comediantes) op. 68 (1922, rev. 1930 y en 1935 como Doch Kastilii (La Hija de Castilla)
- Tarás Bulba (a partir de una obra de Nikolái Gógol) op. 92 (1952)

## Música de cámara y solista
- Intermezzo y Tarantella para Contrabajo y Piano, Op. 9, n.º 1 y n.º 2
- Praeludium y Scherzo para Contrabajo y Piano, Op. 32 n.º 1 y n.º 2
- Cuarteto de Cuerdas No 1 en La mayor, op. 2 (1899)
- Cuarteto de Cuerdas No 2 en Sol menor, op. 20 (1905)
- Cuarteto de Cuerdas No 3 en Re menor, op. 67 (1927)
- Cuarteto de Cuerdas No 4 en Fa menor, op. 83 (1943)
- Sexteto de Cuerdas No 1 en Do menor, op. 1 (1898)
- Sexteto de Cuerdas No 2 en Si menor, op. 7 (1904)
- Sexteto de Cuerdas No 3 en Do mayor, op. 11 (1904)
- Octeto de Cuerdas en Re mayor, op. 5 (1902)
- Intermezzo para Trompa y Piano , Op. 35, n.º 11
- Romance para Trompa y Piano , Op. 35, n.º 10

### Dúos para varios instrumentos
- Numerosas Piezas para Piano
  - 12 Piezas para Piano a 4 manos, op. 48.
  - 25 Preludios para Piano, op. 30.